# Музеј понишавља - Археолошка поставка
Музеј Понишавља – Археолошка поставка је музеј, у саставу Музеја Понишавља, који се налази у згради у комплексу Пиротског града. У овој згради музеја налазе се археолошки експонати прикупљени са територије Пиротског округа.

## Експонати
Најстарије ископине припадају такозваној Старчевачкој култури из средњег неолита  (5500 до 4900 године пре нове ере) са локалитета Црноклиште.
Из завршне фазе каменог доба Винчанске културе (4900—3700. п. н. е.) налазе се ископине из Срећковца код Обреновца.
У подножју Пиротског града нађени су експонати који припадају енеолиту – бронзаног доба (3200—2000. п. н. е.).
Из раног бронзаног доба (2000—1600. п. н. е.) пронађене су посуде поред Беговог моста а са краја бронзаног доба (1300—1000. п. н. е.) откривена је некропола Брњичке културне групе.
Керамички пехари и друге ископине из старијег гвозденог доба (1100—400. п. н. е.) пронађени су код Горњег поља поред Црноклишта.
У музеју су смештене и ископине из грчке културе (700—600. п. н. е.).
Ту се чувају и експонати пронађени у Малој Лукањи који потичу од Римљана (3—4 века н.е.) као и експонати из каснијег периода времена Константина и раног хришћанства.
Смештени су у музеју и делови некропола из 11.- 14. века н.е. као и експонати из времена подизања Пиротског града, пограничне тврђаве Кнеза Лазара непосредно пред Косовски бој, али и експонати из времена када је Турска владала Пиротом и околином.